# Richia opaca
Richia opaca är en fjärilsart som beskrevs av Harvey 1875. Richia opaca ingår i släktet Richia och familjen nattflyn. Inga underarter finns listade.